# Good Song
Singles de Blur
Crazy Beat
(2003) Fool's Day
(2010)
Good Song est le vingt-septième single de Blur, extrait de leur dernier album en date, Think Tank.

Le vidéo-clip de la chanson est dû au dessinateur David Shrigley.

## Track listings
- 7"

1. "Good Song"
2. "Morricone"

- CD

1. "Good Song"
2. "Me, White Noise" (alternate version)

- DVD

1. "Good Song" (video)
2. "Me, White Noise" (alternate version)
3. "Morricone"
4. "Good Song" (animatic)